# Экспериментальная музыка

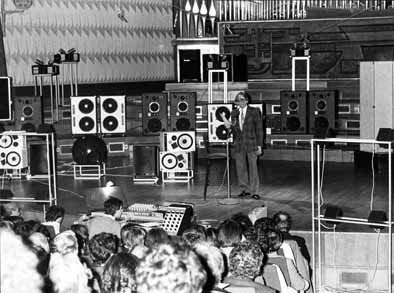
Пьер Шеффер представляет Акусмониум

Экспериментальная музыка (англ. experimental music) — музыкальные произведения, использующие необычный инструментарий или новые композиционные принципы. Характеризуется неустоявшейся эстетикой, которая с точки зрения перспектив и ценности является достаточно неопределённой и спорной.

## Общая характеристика
Как и в случае с «музыкальным авангардом», термин «экспериментальная музыка» зачастую используется для характеристики радикальных композиторов и их работ. Нет ясного различия между описываемыми данными терминами областями музыки, представляющими собой передний край современной музыкальной мысли и практики. Некоторые музыковеды проводят границу между авангардом и экспериментальной музыкой с точки зрения их соотношения с евроцентричной музыкальной традицией. По их мнению, в самом общем виде, авангардная музыка занимает экстремальные позиции в пределах традиции, в то время как экспериментальная музыка лежит за её пределами.
Термин «экспериментальная музыка» используется в музыкальной критике для характеристики образцов той новой музыки, эстетика которой явным образом нарушает существующие в музыкальном искусстве традиционные нормы и правила. В то же время, в случае плодотворности описываемых музыкальных экспериментов, в музыкальной журналистике и публицистике данное определение может использоваться также и в позитивном значении.

## Примеры экспериментальной музыки
Одним из примеров экспериментальной музыки можно считать Венский овощной оркестр. Помимо того, что они играют на овощах, их интерпретации очень необычны.